# جيمس ويسينويسكي
جيمس ويسينويسكي (بالبولندية: James Wisniewski؛ بالإنجليزية: James Wisniewski) هو لاعب هوكي الجليد بولندي وأمريكي، ولد في 21 فبراير 1984 في Canton, Michigan ‏ في الولايات المتحدة.

## وصلات خارجية
- جيمس ويسينويسكي على موقع دوري الهوكي الوطني (الإنجليزية)
- جيمس ويسينويسكي على موقع EliteProspects.com (الإنجليزية)
- جيمس ويسينويسكي على موقع HockeyDB.com (الإنجليزية)
- جيمس ويسينويسكي على موقع Hockey-Reference.com (الإنجليزية)
- جيمس ويسينويسكي على موقع أوليمبيديا (الإنجليزية)